# Хосе Насази
Хосе Насази Јарза (24. мај 1901 — 17. јун 1968) био је уругвајски фудбалер који је играо у одбрани. Био је капитен репрезентације Уругваја која је 1930. освојила прво фудбалско Светско првенство.

## Каријера
Рођен је у Бела Висти, Монтевидео, у породици Ђузепеа, италијанског имигранта из Езино Лариа (близу Милана) и Марије Јацинте Јарза из покрајине Баскија у Шпанији.
Насазија многи сматрају највећим фудбалером Уругваја икада. Био је познат као "El Gran Mariscal" (Велики маршал) и већ је освојио златну медаљу на Олимпијским играма 1924. и 1928, као и на Јужноамеричким првенствима 1923, 1924. и 1926. године, до првог Светског првенства. Као појединац, изабран је за најбољег играча ФИФА Светског првенства 1930. и два пута (1923. и 1935.) на Јужноамеричком првенству (претходник Купа Америке).
Током турнира ФИФА Светског првенства 1930. године, једини озбиљни ривал Уругваја су биле њихове комшије - репрезентација Аргентине. Након победе над Перуом и Румунијом у првом колу, Уругвај је у полуфиналу савладао Југославију 6:1 и тако доспео у финале против Аргентине. Иако је његов тим заостајао са 2-1 у полувремену, Насази је у другом полувремену окупио своје саиграче, водећи их до победе од 4:2 и постао први капитен који је подигао Трофеј Жила Римеа.
Иако је Уругвај одбио да брани титулу 1934. године, Насази је поново освојио Јужноамеричко првенство (1935), пре него што се 1937. повукао са 41 међународним наступом.

## Насазијева палица
Насазијева палица је неслужбени наслов назван по Хосеу, слично Незваничном светском првенству у фудбалу. Каже се да га је Уругвај одржао после првог Светског првенства, а да би га касније било који тим преузео од стране било којег тима који је у целој међународној утакмици победио власнике више од 90 минута.

## Титуле и награде

### Са репрезентацијом
Уругвај
- Светско првенство: 1930.
- Фудбал на Летњим олимпијским играма: 1924, 1928.
- Копа Америка: 1923, 1924, 1926, 1935.

### Као појединац
- Најбољи играч на Копа Америци: 1923, 1935.
- Најбољи играч на Светском првенству: 1930.
- Најбољи фудбалери Јужне Америке 20. века (према -у): 26. место

### Стадион Хосе Насази
Стадион ФК Бела Виста носи име свог чувеног играча, као почаст њему и његовој успешној каријери. Углавном се користи за одржавање фудбалских мечева, а може да прими 15.000 гледалаца.